# Charlotte Boyle
Charlotte Duggan Boyle po mężu Clune (ur. 20 sierpnia 1899 w Nowym Jorku, zm. 3 października 1990 w Scottsville) – amerykańska pływaczka z pierwszej połowy XX wieku, uczestniczka igrzysk olimpijskich.
Podczas VII Letnich Igrzysk Olimpijskich w Antwerpii w 1920 roku Boyle wystartowała w jednej konkurencji kobiecej – zawodach pływackich na dystansie 100 metrów stylem dowolnym. W fazie eliminacyjnej z czasem 1:20,4 zajęła drugie miejsce w wyścigu numer jeden i zakwalifikowała się do wyścigu finałowego, którego nie ukończyła.
25 sierpnia 1921 roku Amerykanka ustanowiła nowy rekord świata na 200 metrów stylem dowolnym. Ustanowiła go z czasem 2:47,6 i był on ważny do 4 lipca 1923 roku.
Boyle reprezentowała barwy klubu Women's Swimming Association.